# Méliphage serti
Ptilotula penicillata
Espèce
Synonymes
- Lichenostomus penicillatus (protonyme)

Statut de conservation UICN

 LC  : Préoccupation mineure
Le Méliphage serti (Ptilotula penicillata) est une espèce de passereaux méliphages de la famille des Meliphagidae.

## Répartition
Cet oiseau est endémique de l'Australie.

## Taxinomie
À la suite des travaux phylogéniques de Nyári et Joseph (2011), cette espèce est déplacée du genre Lichenostomus vers le genre Ptilotula par le Congrès ornithologique international dans sa classification de référence version 3.4 (2013).

### Sous-espèces
D'après le Congrès ornithologique international, cette espèce est constituée des quatre sous-espèces suivantes :
- Ptilotula penicillata calconi (Mathews) 1912 ;
- Ptilotula penicillata carteri (Campbell,AJ) 1899 ;
- Ptilotula penicillata leilavalensis (North) 1899 ;
- Ptilotula penicillata penicillata (Gould) 1837.

## Galerie

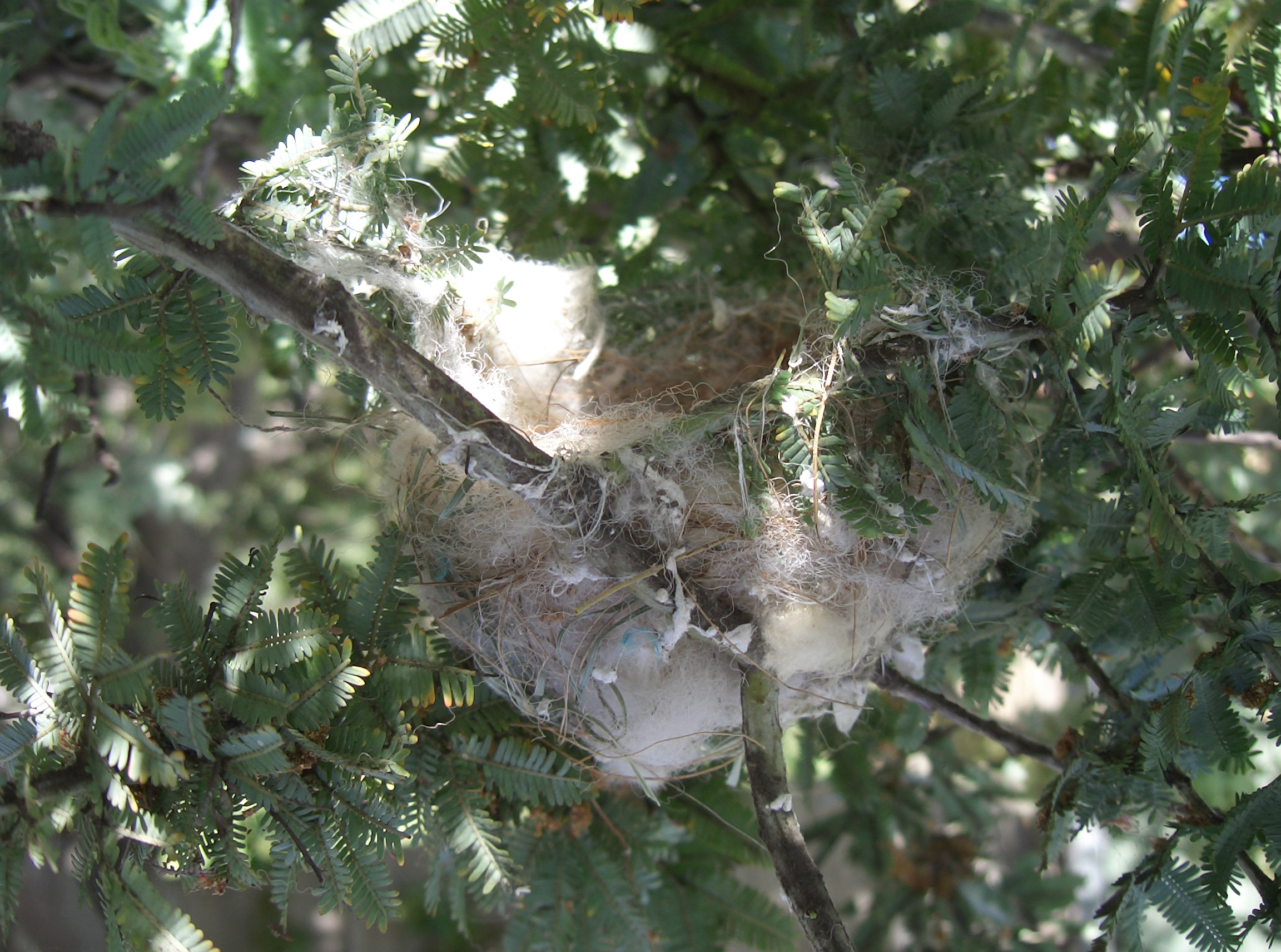
Nid.
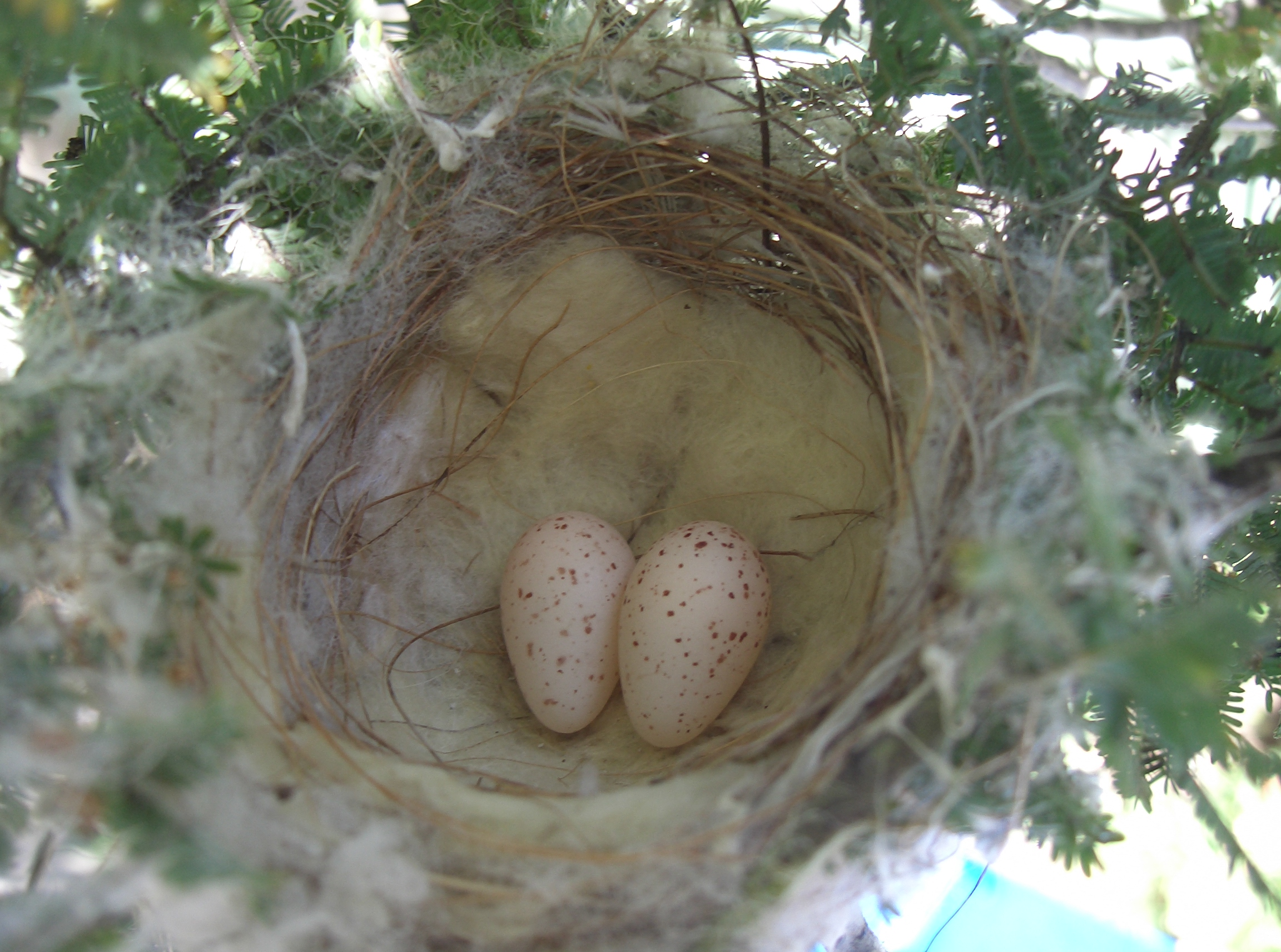
Œufs.
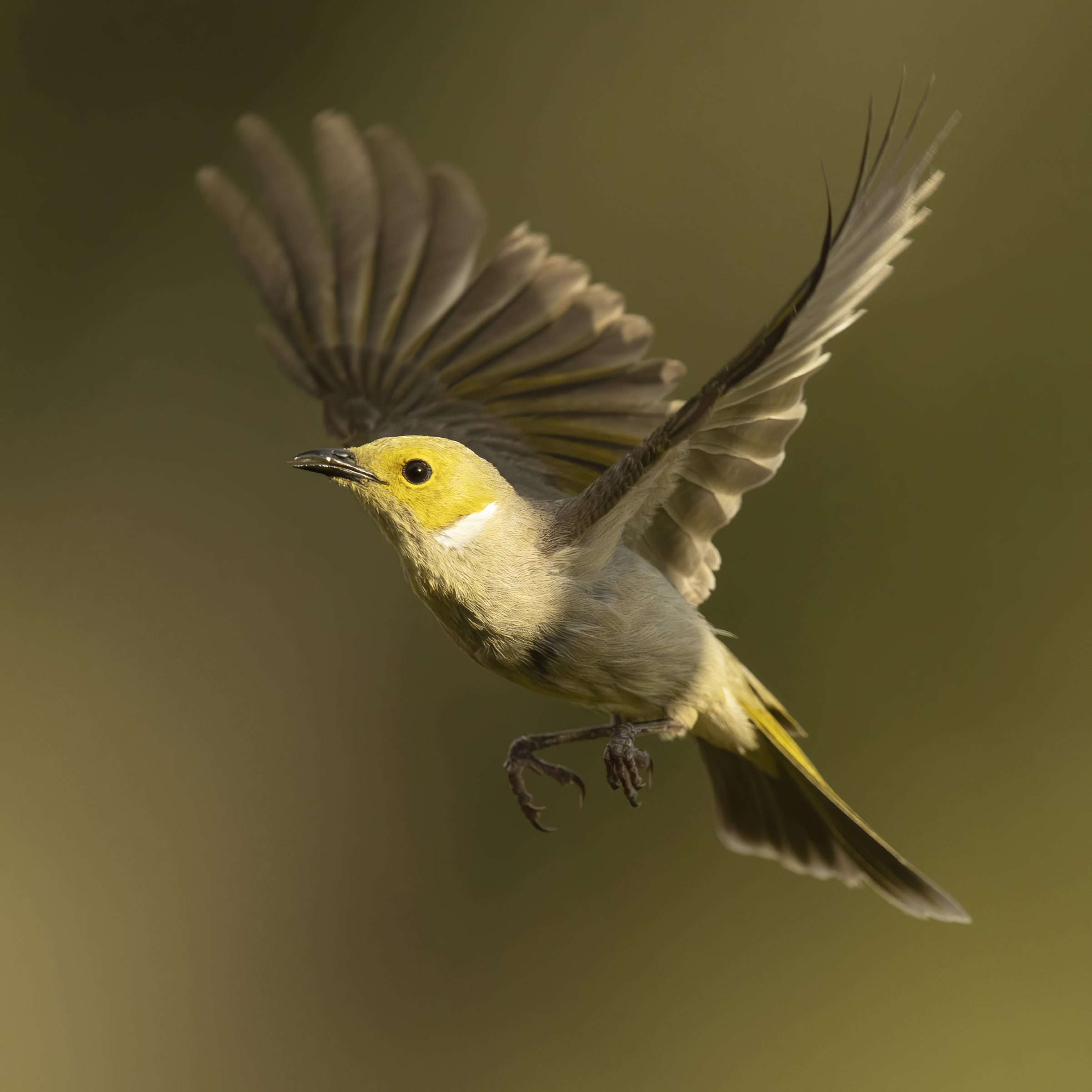
Méliphage serti en vol dans Capertee Valley (en), Nouvelle-Galles du Sud, Australie.